# Odločanje
Sprejemanje odločitev je eden temeljnih kognitivnih procesov, ki je široko uporabljen v določanjo racionalnih, hevrističnih in intuitivnih selekcij v znanstvenih, ekonomskih in managerskih situacijah, kot tudi v vsakodnevnih situacijah. Je mentanlni proces, ki se zgodi vsakih nekaj sekund, zavestno ali nezavedno. V tem procesu prihaja do izbire med alternativami prepričanj ali dejavnosti, kar rodi končno izbiro. Tej lahko sledi takojšna akcija.
Odločanje oziroma sprejemanje odločitev je eden izmed temeljnih kognitivnih procesov  človeškega vedenja, med katerim je izbrana možnost ali skupek vedenj med različnimi možnostmi na podlagi določenega kriterija.

## Pregled
Namen študij odločanja je razumevanja naše temeljne sposobnosti procesiranja več alternativ in izbire optimalnega izbora akcije. Ekonomski pristop je bil v preteklosti primarno osredotočen na opisovanje idealiziranega optimalnega odločanja, nedavno pa je pojav psiholoških modelov sprejmanja odločitev ponudil bolj natančne razlage z vključitvijo motivacijo in omejenostjo človeškega infromacijskega procesnega sistema.
Odločanje je eden izmed osnovnih kognitivnih procesov človeških bitij, ki je široko uporabljen v določanju racionalnih, hevrističnih in intuitivnih selekcij v znanstvenih, ekonomskih in managerskih situacijah, kot tudi v vsakodnevnih situacijah. Je mentalni proces, ki se zgodi vsakih nekaj sekund, zavestno ali nezavedno.
Danes je odločanje še posebej težavno, zaradi različnosti in številčnosti možnosti, ki so na voljo in od katerih mnoge niso predstavljene, razumljene. Alternative so pogosto kompleksne, poti do njih pa pogosto nejasne in zavajajoče.
Namen študij odločanja je razumevanja naše temeljne spsobnosti procesiranja več alternativ in izbire optimalnega izbora akcije. Ekonomski pristop je bil v preteklosti primarno osredotočen na opisovanje idealiziranega optimalnega odločanja, nedavno pa je pojav psiholoških modelov sprejmanja odločitev ponudil bolj natančne razlage z vključitvijo motivacijo in omejenostjo človeškega infromacijskega procesnega sistema. Ko se soočamo z izbiro, ki nas zadeva osebno, so navadno z vsako imed opcij povezane ugodnosti in stroški. Sprva je bilo predpostavljeno, da se ljudje obnašajo racionalno in izberejo najbolšo možnost. Ta predpostavka je bila osnova normativnih teorij, ki so se osredotočie, na to kako bi ljudje morali sprejemati odločitve in ne kako jih. V vrednostni teoriji, avtorja Neumann in Morgenstern trdita, da poizkušamo maksimzirati vrednost, ki je subjektivna in jo pripišemo dobičku.
V zgoraj omenjeni teoriji, so odločitve, predstavljene kot hazard. Iz Neumannove teorije je Savage (1954) razvil pristop, ki je imel osnovo na podlagi informacij o preferencah ljudi. Na osnovi Savagovega pristopa je bila razvita teorija subjektivne pričakovane vrednosti.
Raziskovalci domnevajo, da ima pomembno vlogo pri sprejemanju odločitev afekt. Loewenstein predpostavlja (risk-as-feelings hipoteza), da odzivi na tvegane situacije (vključno s sprejemanjem odločitev, rezultirajo v čustvenih vplivih.
Vedenje človeka med sprejemanjem odločitev je bilo raziskovano z več perspektiv:
1. Psihološke: proučevanje sprejemanja odločitev pri posamezniku v kontekstu potreb, preferenc in vrednot, ki jih posameznik ima ali si jih želi imeti.
2. Kognitivne: proučevanje sprejemanja odločitev v smislu nepretrganega procesa, ki je vključen v interakcijo z okoljem
3. Normativne: analiza posameznikovih odločitev s poudarkom na logičnosti procesa sprejemanja odločitev in racionalnosti ter nespremenljivosti odločitve h kateri vodi.[5]

Logični vidik sprejemanja odločitev je pomemben del poklicev, ki temeljijo na znanosti. Specialisti uporabijo svoje znanje na določenem področju, da sprejmejo utemeljene odločitve. Primer je sprejemanje odločitev v medicini, ki vključuje diagnozo in ustrezno izbiro zdravljenja. Nekatere raziskave, ki uporabljajo naturalistične metode kažejo, da se v situacijah, kjer je čas za odločitev krajši, večje tveganje ali večja dvoumnost, strokovnjaki odločajo na bolj intuitiven kot strukturiran pristop.

## Racionalno in iracionalno sprejemanje odločitev
V ekonomiji obstaja prepričanje, da če so ljudje v odločanju racionalna in svobodna bitja , potem se bodo vedli glede na teorijo racionalnega odločanja. Ta teorija trdi, da ljudje sprejemajo odločitve z določanjem verjetnosti in vrednosti potencialnega izida in množenja tega.
Primer: s 50% verjetnostjo, da bi zadeli $20 ali 100% verjetnostjo, da bi zadeli $10, bodo ljudje verjetno izbrali prvo možnost.
V realnosti pa je tudi nekaj faktorjev, ki vplivajo na sposobnost sprejemanja odločitev in povzročijo, da ljudje sprejemajo iracionalne odločitve. Ena izmed njih je pristranskost razpoložljivosti, ki je tendenca, da imamo bolj razpoložljive možnosti v spominu kot večkrat ponavljajoče se. Za primer, nekdo, ki gleda veliko filmov o terorističnih napadih lahko meni, da je frekvenca terorizma višja kot dejansko je.

## Teorije odločanja
Odločanje lahko razumemo kot aktivnost reševanja problemov, ki se konča z rešitvijo, ki prinaša zadovoljstvo. Tako lahko to razumemo kot miselni ali čustveni proces, ki je lahko racionalen ali neracionalen in lahko temelji določenih ali tacitnih predpostavkah. Večinoma odločitve sledijo analizi strošek-dobiček. Teorija racionalne izbire govori o ideji da ljudje poskušajo dobiček povečati, stroške pa zmanjšati.

### Teorija pričakovanja
V življenju so nekatere odločitve tvegane, medtem ko druge niso. O tveganjih, sta Kahneman in Tverksy (1979) na podlagi teorije subjektivne pričakovane vrednosti razvila teorijo pričakovanjo. V teoriji je zajetih več pomembnih dognanj. Avtorja izpostavljata izogibanje tveganju, ljudem izguba prinese mnogo več neugodja, kot prinese zmaga ugodja.
Iz tega sta avtorja izpeljala efekt doživetja. Ljudje pripisujemo večjo vrednost predmetom, ki si jih lastimo, kot tistim, ki si jih ne.
V svojo teorijo sta zajela tudi framing effekt. Predpostavke racionalnega obnašanja je da, posameznik v process odločanja, (a) posameznik preuči vse altenrative, (b) razmisli o vseh posledicah, ki bi sledile različnim odločitvam, (c) s sistemov vrednost izbere le eno. Vsekakor ima racionalnost v realnosti več omejitev. Kahneman in Tversky (1987) sta izvedla raziskavo o »framing effect« s pomočjo naloge Asian disease, v kateri so bili udeleženci soočeni z naslednjimi možnostmi:
Ob izbruhu bolezni, zaradi katere naj bi umrlo 600 ljudi, sta bila predlagana program A in B. V programu A, lahko rešijo 200 ljudi. Program B pa bi imel 1/3 možnosti, da reši 600 ljudi in 2/3, da ne reši nobenega. Večina je izbrala A. V negativno zastavljeni nalog pa je program A vodil v smrt 400 ljudi, program B bi imel  1/3 možnosti, da nihče ne umre, 2/3, da umre 600 ljudi.
V tem primeru je večina udeležencev (78%) izbrala možnost B.
Framing efekt je težnja ljudi, ki sprejemajo odločitve glede na kako je prikazan rezultat odločitve; kot dobitek ali izguba. V primeru, da je rezultat prikazan kot gotov dobitek, se ljudje izogibajo tveganju, nasprotno pa tveganje iščejo, če je rezultat prikazan kot gotova izguba.

### Izogibanje odločitvam
Prospect teorija ne upošteva čustvenih in socialnih faktorjev. Ljudje neradi sprejemejo odločitev, če obstaja možnost, da bo njen sprejem imel negativne posledice . 
V študiji Ritov in Baron (1990) so bili udeleženci naprošeni, da si predstavljajo, da ima njihov otrok možnost za smrt, zaradi epidemije 10 proti 10000, če ne bo cepljen. Hkrati pa lahko cepivo povzroči smrt. V povprečju je bil sprejemljiv riziko 5 smrti na 10000 cepljenih. Starši so torej pripravljeni cepiti, če je možnost smrti zaradi cepljenja mnogo nižja od možnost smrti zaradi bolezni. Udeleženci so poročali, da bi se počutili mnogo bolj krive, če bi umrl zaradi njihovega dejanja, kot pa njihove neaktivnosti.
Ljudje so bolj občutljivi na izgubo in zato bolj konzervativni. Hkrati pa, dajejo preveč poudarka majhnim verjetnostim (igranje loterije).

## Razlika med problemsko analizo in sprejemanjem odločitev
Pomembno je razlikovati med problemsko analizo in sprejemanjem odločitev. Koncepta sta popolnoma ločena en od drugega. Tradicionalno se zagovarja, da do problemske analize pride prej, tako da so informacije zbrane pred sprejemanjem odločitev. Torej problemska analiza predhodi sprejemanje odločitev.

### Problemska analiza
1. Analiza izvršitve; kakšni bi morali biti rezultati glede na to kakšni dejansko so
2. Problemi so deviacije standardnih izvršitev
3. Problem mora biti natančno identificiran in opisan
4. Probleme povzročijo spremembe nekega izrazitega pojava
5. Vedno se lahko nekaj uporabi za razlikovanje med tem kaj je pod vplivom vzroka problema in kaj ne
6. Vzroke problemov se lahko sklepa iz relevantnih sprememb, ki jih najdemo ko analiziramo problem
7. Najverjetneje je vzrok problema tisti, ki natančno pojasni vsa dejstva

### Sprejemanje odločitev
1. Najprej morajo biti osnovani objekti
2. Objekti morajo biti klasificirani in postavljeni v zaporedje glede na pomembnost
3. Razvite morajo biti alternativne akcije
4. Alternativa mora biti ovrednotena glede na objekte
5. Alternativa, ki je zmožna vključiti vse objekte je eksperimentalna (delovna) odločitev
6. Eksperimentalna (delovna) odločitev je ovrednotena za več možnih posledic
7. Sledi odločanje, hkrati pa ponovno poteka problemska analiza, ki preprečuje, da bi katera od posledic postala problem
8. Navadno sledijo koraki, ki zagotovijo načrt optimalne produkcije[11]
9. Kadar med odločanjem pride do konflikta, si lahko pomagamo z igro vlog, s katerimi predvidimo rezultate določenih odločitev [12]

## Sprejemanje odločitev z načrtovanjem
Sprejemanje odločitev brez načrtovanja je pogosto, vendar se velikokrat ne konča dobro. Z načrtovanjem se odločitve sprejme umirjeno in racionalno. Z načrtovanjem je sprejemanje odločitev lažje, kot se morda zdi. Z načrtovanjem pridobimo:
1. Z načrtovanjem pridobimo možnost osnovati neodvisne cilje. Tako dobimo zavestne in usmerjene serije odločitev.
2. Z načrtovanjem pridobimo standard meritev. S temi meritvami ugotavljamo, ali se z odločitvijo oddaljujemo ali približujemo ciljem.
3. Z načrtovanjem pri odločanju upoštevamo vrednosti. Tako večkrat pomislimo o načrtu in se odločimo, katera odločitev bo najboljša za izvedbo načrta.
4. Z načrtovanjem rabimo omejene vire po vrstnem redu glede na to, kako omejeni so (npr. denar, čas itd.) .)[13]

## Analiza – paraliza
Analiza – paraliza pomeni prekomerno analiziranje določene situacije do te mere, da nikoli ne pride do odločitve in posledično sledenja ciljem.

## Vsakodnevne tehnike
Tehnike sprejemanja odločitev lahko razdelimo v dve veliki kategoriji: skupinsko sprejemanje odločitev in individualno sprejemanje odločitev.

### Tehnike skupinskega sprejemanja odločitev
S soglasnim sprejemanjem odločitev se poskušamo izogniti etiketiranju, kot je »zmagovalec« in »zguba«. Soglasje zahteva, da večina odobri odločitev, manjšina pa se kljub temu, da odločitve ne potrdi, strinja s sprejetjem te. Torej če manjšina nasprotuje sprejetju odločitve, potem soglasje zahteva, da se odločitev spremeni tako, da se odstrani značilnosti odločitve, ki jih manjšina ne sprejema.
Metode, ki temeljijo na glasovanju
- Serija glasovanja (range voting): tako glasovanje dovoljuje, da vsak izbere (glasuje za) več možnosti. Izbrana je možnost z največjim povprečjem.
- Večina: ta metoda zahteva odobritev več kot 50% članov skupine.
- Mnoštvo (Angl. Plurality): pri tej metodi največji blok v skupini odloča, tudi v primeru, da večina odločitve ne odobrava.

Delphi metoda (Angl. Delphi method): strukturirana komunikacijska tehnika za skupine, ki je namenjena za napoved sodelovanja, vendar jo prav tako uporabljajo v politiki.
»Pikokracija« (Angl. Dotmocracy): neformalen proces glasovanja, v katerem sodelujoči navedejo njihove preference tako, da narišejo piko poleg (po njihovem mnenju) najboljše odločitve.

### Tehnike individualnega sprejemanja odločitev
1. Seznam prednosti in lastnosti: posameznik na list papirja napiše prednosti in lastnosti vsake možnosti. To metodo sta popularizirala Plato in Benjamin Franklin.[14][15]  S tem dobimo kontrast med pridobitvami in izgubami med alternativami. Je eden izmed načinov racionalnega sprejemanja odločitev.
2. Enostavno ugotavljanje prednosti: izbiranje alternativ z največjo verjetnosti koristnosti za vsako alternativo.
3. Zadovoljevanje (Angl. Satisficing): raziskovanje alternativ, le dokler posamezniki ne najdejo ustrezne.
4. Izločevanje glede na vidik: izbira med alternativami z uporabo  matematične psihologije.[16] Tehniko je predstavil Amos Tversky leta 1972. Izločevalni proces je prikrit in vključuje primerjavo vseh razpoložljivih alternativ glede na vidik. Tisti, ki sprejema odločitev izbere vidik. Vse alternative, ki nimajo tega vidika, so izločene. Ta proces se ponavlja z vsemi možnimi vidiki, dokler ne ostane le ena alternativa.[17]
5. Preferenčno drevo: leta 1979 sta Tversky in Shmuel Sattach posodobila metodo »Izločevanje glede na vidik« tako, da sta vključila zaporedje in bolj strukturiran način za primerjanje alternativ. Ta metoda primerja alternative tako, da se predstavi vidike v zaporedju. Tako postane to nekakšen hierarhičen sistem, v katerem so vidiki razporejeni od splošnega k specifičnemu.[18]
6. Privoljenje določeni osebi, ki je strokovnjak ali ima avtoriteto nad osebo, ki privoli. Torej oseba le sledi ukazom.
7. »Metanje kovanca« (Flipism): pomeni metanje kovanca, naključen dvig kupčka kart ali katera druga metoda, ki temelji na naključju.[19]
8. Molitev, tarot karte, astrologija, vedeževalstvo, razodetje, ali druge oblike ugibanja / napovedi / prerokovanja.
9. Izbira odločitve, ki je nasprotna tisti, ki jo predlagajo avtoritete, ki jim posameznik ne zaupa (to so lahko: starši, policija, partnerji…)
10. Korist priložnosti: posameznik izračuna korist vsake priložnosti in sprejeme odločitev.
11. Birokratska metoda: posameznik ustvari kriterij za avtomatske odločitve.
12. Politična metoda: pri iskanju odločitve se skupine pogajajo.
13. Strukturirano sprejemanje odločitve.[20]

Tehnike individualnega sprejemanja odločitev velikokrat lahko uporabijo skupine kot del tehnike skupinskega sprejemanja odločitev. Povpraševanje po uporabi programa za sprejemanje odločitev je vedno večje, tako s strani posameznikov kot s strani podjetji. Vzrok temu je najverjetneje to, da so odločitve vedno bolj zapletene, posamezniki in podjetja pa želijo v proces odločanja vključiti čim več kategorij, elementov in drugih faktorjev, ki vplivajo na odločitve.

## Koraki sprejemanja odločitev
Vsak korak sprejemanja odločitev lahko vključujejo socialne, kognitivne in kulturne ovire.
Z zavedanjem teh ovir jih lažje premagamo. Arkansas program predlaga osem korakov sprejemanja odločitev. Temeljijo na delu Jamesa Resta.
1. Osnovanje skupnosti: pomeni ustvariti in negovati odnose, norme in postopke, ki bodo vplivali na to, kako posamezniki razumejo probleme in kako se sporazumevajo. Ta korak poteka pred moralnimi dilemami in med njimi.
2. Zaznavanje: v tem koraku zaznamo, da problem obstaja.
3. Interpretacija: v tem koraku poiščemo razlage za problem in ovrednotimo vire teh razlag.
4. Presoja: v tem koraku gre za rešetanje, preiskovanje različnih možnih akcij ali odgovorov in določanja, kateri je bolj upravičen.
5. Motivacija: tu raziščemo obveze, ki bi nas lahko odvrnile od bolj moralne akcije. Nato damo prednost moralnim pred osebnimi, institucionalnimi ali socialnimi razlogi za neko odločitev.
6. Akcija: izberemo akcijo, ki je najbolj primerna za najbolj upravičeno odločitev.
7. Refleksija med akcijo.
8. Refleksija po akciji.

Predlaganih je bilo še več procesov odločanja, med drugim eden, ki ga je predlagala Pam Brown (Singelton Hospital v Sqansea, Walesu). Ta je predlagala 7 korakov:
1. Obris cilja in izida.
2. Zbiranje podatkov.
3. Razvijanje alternativ.
4. Zapis prednosti in slabosti vsake alternative.
5. Sprejetje odločitve.
6. Takojšnja izvršitev akcije.
7. Učenje iz in refleksija odločitve.

## Vloga čustev pri odločanju
Raziskovalci odločanja (Tversky & Kahneman (1974) so bili v preteklosti prepričani, da si odločevalci  prizadevajo za racionalnost, da so najboljše odločitve racionalne in da bi te morale biti neodvisne od čustev.
Vendar danes globalizacija zahteva novo razumevanje učinka čustev v procesu odločanja , še posebej če se regionalne razlike izražajo v kulturi in različnih socialnih normah.
Med tem, ko je pripadniki teorije izbire, ki temlji na teoriji vpliva dogodkov menijo, da pred aktivirana dobra ali slaba volja lahko negativno vpliva na racionalnost procesa odločanja, zato menijo, da imajo čustva neracionalen in moteč vpliv na sprejemanje odločitev.
Čustva so lahko v pomoč pri procesu odločanja. Odločanje velikokrat poteka hkrati z negotovostjo, ki je lahko odločilni faktor pri tem, ali bodo odločitve vodile v korist ali škodo. Somatic-marker hipoteza je nevrobiološka teorija o tem, kako se sprejemajo odločitve, kadar je izid negotov. Po teoriji so take odločitve podprte tudi s strani čustev v obliki telesnih stanj, ki so izzvana med pretresom (premišljanjem) posledic in zaznamujejo različne možnosti vedenja, ki je lahko koristno ali nekoristno. Ta proces vključuje medsebojno delovanje živčnega sistema, ki izzove čustvena/telesna stanja in živčnega sistema, ki izvede čustvena/telesna stanja.

## Nevrološki vidik
Anteriorni cingulatni korteks (Angl. anterior cingulate cortex), orbitofrontalni korteks in ventromedialni prefrontalni korteks so regije možganov, ki so vključene v proces sprejemanja odločitev. Nedavna študija slikanja možganov je našla izrazite vzorce živčne aktivacije v teh regijah, ki so bile odvisne od tega, ali so bile odločitve sprejete glede na osebne želje ali so bile odločitve sprejete zaradi ukazov drugih. Pacienti s poškodbo ventromedialnega prefrontalnega korteksa so imeli težave s sprejemanjem koristih odločitev. Nevrologi ugotavljajo težave pri posameznikih s poškodbami amigdale pri sprejemanju odločitev, ki vključujejo tveganje in negotovost. Težave s sprejemanjem tovrstnih odločitev ugotavljajo tudi pri bolnikih prednji reženj. Obe področji sta vključeni v uporabo preteklih izkušenj za sprejem prihodnje odločitve -učenje (izogibanje obžalovanja), vendar je amigdala bolj vključena v učenje.
Ljudje se nasplošno izogibajo možnostim z neznanim (nejasnost) izidom in se raje odločijo za možnosti, kjer je izid poznan (tveganja), tudi ko pričakujejo, da bi imeli tako od prve kot od druge odločitve enako korist. Neposredno primerjajo (primerjajmo) sprejete odločitve, ko je bilo tveganje poznano, in odločitve, ki so bile sprejete, ko so bili izidi nejasni. 
Študije pacientov s poškodbo amigdale dosegajo slabše rezultate na gambling task. Različni raziskovalci menijo, da imajo pacienti s poškodovano amigdalo primanjkljaj v zaznavi čustvenga vpliva nagrade in kazni, posledice določenega vedenja, pomembno funkcijo za učenje in pričakovanje nagrade in kazni kot posledica takega vedenja v prihodnosti.
V nedavni študiji, ki je proučevala dvo-alternativno prisiljeno izbiro na resus opicah, so ugotovili, da živci v parietalnem korteksu predstavljajo tvorbo odločitev in zaupanje / gotovost, ki je povezana z odločitvijo. V drugi študiji so ugotovili, da so lezije ateriornega cingulatnega korteksa pri opici makako povzročile oslabitev sprejemanja odločitev pri dolgoročni ojačitvi določenih nalog. Iz tega so sklepali, da obstaja možnost, da je anteriorni cingulatni korteks vključen pri ovrednotenju pretekle okrepitvene informacije in vodi v akcijo.

## Faktorji

### Odločanje v podjetju
Odločanje v podjetništvu je danes zaradi številnih alternativ, ki so na voljo mnogo bolj komplesno, kot je bilo v preteklosti. V realnem okolju, kjer se sprejmajo odločitve, se izkaže, da niso vse teorije o odločanju dovolj realne. V skladu s teorijo neomejene racionalnosti, bi lahko vsak, ki se sooča s sprejemanjem odločitev izmeril strošek in korist, ki bi jo le ta prinesla. Tudi v negotovosti, bi subjekt lahko objektivno ocenil posledice svoje odločitve. Vendar je racionalnost relativno omejena, ker posameznik ne zna izračunati vseh možnih izidov, krati pa, naše poznavanje prihodnjih razmer upada z oddaljevanjem v prihodnost. Pri sprejemanju odločitev v podjetju se vzame v obzir, katera bo maksimizirala dobiček ter posledično vrednost podjetja na trgu. Hkrati pa se akterji v podjetja poizkušajo iz odločitev naučiti nekaj novega, kar je skladno s smerjo, kamor podjetje (podjetnik) želi.
Zaradi nepopolnih informacij, posamezniki sprejmajo pogojno dobre odločitve s pomočjo pogajanja. Nekatere odločitve so enostavne, pri teh lahko najdemo direktno povezavo med nekim dejanjem ter posledicami, ter kompleksne, s številnimi variablami. Tovrstne odločitve v podjetju prevladujejo. Kompleksne odločitve zahtevajo nekatere prilagoditve, kognitivne biase, eksperimentiranje, za odkritje vzorcev.
Faktorji, ki vplivajo na sprejemanje odločitev, so: pretekle izkušnje, starost, individiualne razlike, prepričeanje v osebno relevantnost. Poleg omenjenjenih faktorjev na sprejem odločitve vplivajo tudi kognitivnie biase, ki temeljijo na vzorcih in posploševanjih, ki lahko vodijo do napak v spominu, nenatančnim sodbam in nepravilni logiki. Kognitivne bližnjice lahko vodijo do slabših odločitev, vendar pa posamezniku omogočajo hitrejše odločanje ob podpori hevristik.